# Svratka (rivier)

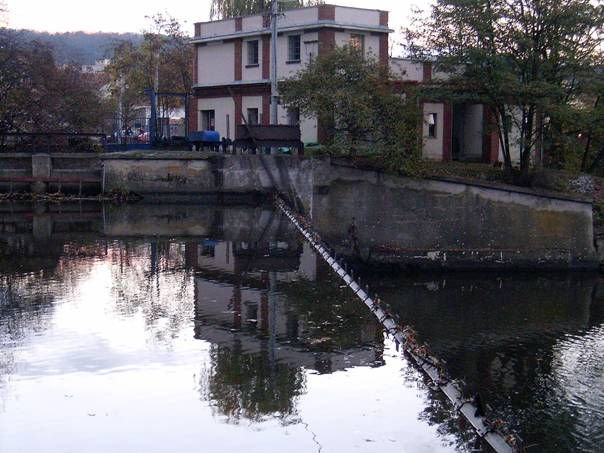

De Svratka (Duits: Schwarzach, Moravisch dialect: Švarcava) is een rivier in Tsjechië. De rivier ontspringt bij de berg Křivý javor in het gebergte Žďárské vrchy, ten noorden van Žďár nad Sázavou. Bij Brno komt de Svratka samen met de rivier de Svitava, vlak bij Mikulov mondt de rivier uit in de Thaya.
- Gemeinsame Normdatei: 4500983-1
- Nationale Bibliotheek van Tsjechië: ge131017
- Nationale Bibliotheek van Israël: 987007563941205171
- Virtual International Authority File: 315142492